# François Debré
Pour les articles homonymes, voir Famille Debré.
 (février 2024).
François Debré, né le 3 avril 1942 à Toulouse (Haute-Garonne) et mort le 14 septembre 2020 à Montlouis-sur-Loire (Indre-et-Loire,), est un journaliste et écrivain français, lauréat du prix Albert-Londres en 1977.

## Biographie

### Famille
Deuxième fils de l'homme politique Michel Debré et de son épouse Anne-Marie, François Debré est le frère de Vincent Debré, de Jean-Louis Debré, magistrat et homme politique, et de Bernard Debré, professeur de médecine et homme politique. Il est par ailleurs le petit-fils du pédiatre Robert Debré et le neveu du peintre Olivier Debré.
François Debré a épousé Maylis Ybarnegaray (1942-1988), fille de Jean Ybarnégaray, avec laquelle il a eu deux filles, Constance (née en 1972, avocate et romancière) et Ondine (née en 1980, journaliste).

### Parcours professionnel
Après des études de droit et de langues orientales, il entre en 1966 à la revue Afrique avant de devenir en 1968 journaliste indépendant. Il couvre, entre 1968 et 1977, de nombreux conflits à travers le monde. Il est notamment au Biafra pour le journal Le Monde, au Viêt Nam et au Cambodge pour le Le Nouvel Obs et le Point. Il reçoit en 1968 le prix de la critique indépendante pour son essai sur la guerre du Biafra publié aux éditions Julliard.
Reconnu comme l'un des reporters de guerre les plus talentueux de sa génération, il tourne au début des années 1970 de nombreux reportages pour TF1, Antenne 2 et FR3 au Tchad, en Côte d'Ivoire, en Ouganda et au Pakistan. Il intègre le service de politique étrangère de TF1 en 1977. Il est grand reporter pour la chaîne jusqu'en 1985. Il couvre les grands évènements mondiaux: la guerre de Kippour, la naissance de Solidarność en Pologne ou encore la destitution de l'empereur Bokassa en République centrafricaine.
Il reçoit en 1977 le prix Albert-Londres pour son essai sur les Khmers rouges : Cambodge, la révolution de la forêt (éditions Flammarion).
En 1988, il prend en charge les magazines de la chaîne Antenne 2, où il est nommé rédacteur en chef adjoint.
Il a été condamné à deux mois de prison avec sursis dans l'affaire des emplois fictifs de la mairie de Paris,.

### Mort
François Debré meurt à l'âge de 78 ans des suites d'une longue maladie le 14 septembre 2020, quelques heures après son frère Bernard, chez lui à Montlouis-sur-Loire près de Tours. 
Il est inhumé le 19 septembre 2020 au cimetière des Ursulines à Amboise.

## Œuvre

### Longs métrages
- Éthiopie, les dernières années du Negus
- Le Petit Livre rouge, rencontre avec le président Mao et le premier ministre Zhou Enlai
- Les Chinois de la diaspora
- La Remontée du Mekong, Viêt Nam, Laos, Cambodge, trois guerres
- Les Trottoirs de Manille, le tourisme sexuel aux Philippines
- La Quadrature des cercles, les jeux clandestins à Paris
- Les Narcotiques anonymes

### Scénarios
- L'Amiral aux pieds nus, A2
- La Ballade de Menardeau, A2
- L'Homme de pouvoir, A2
- Possession vaut titre, A2

### Publications
François Debré a écrit de nombreux livres : son roman Le Livre des égarés qui retrace le destin d'une famille juive d'Alsace, est sélectionné pour le prix Goncourt en 1981. Son dernier roman, Trente ans avec sursis, paru chez Denoël en 1998, dans lequel il évoque le combat personnel qu'il a mené contre l'héroïne, a été unanimement salué par la critique[réf. nécessaire].
- 1968 : La Vingt-et-unième Chinoise, Christian Bourgois
- 1968 : Biafra an II
- 1975 : Premier crime, Grasset
- 1976 : Les Chinois de la diaspora, Olivier Orban
- 1977 : Cambodge, la révolution de la forêt, Flammarion - Prix Albert Londres 1977
- 1979 : Le Livre des égarés, Flammarion (sélection du Goncourt) - Prix Paul-Flat de l’Académie française en 1980
- 1983 : Les Fêtes d'automne, Flammarion
- 1998 : Trente ans avec sursis, Denoël
- 2019 : Le Livre des Égarés, La Nuée Bleue (réédition) -  (ISBN 978-2-7165-0874-2)

## Prix de journalisme
- 1968 : Prix de la critique indépendante pour Biafra, an II, Julliard
- 1977 : Prix Albert-Londres pour Cambodge, la révolution de la forêt, Flammarion
- 1981 : Grand prix du festival international de Monte-Carlo, prix ONDASS pour Les Trottoirs de Manille